# Aguyjevete
Aguyjevete! é uma saudação em língua guarani. É usada para desejar bem-estar físico e espiritual. É usada também para desejar uma plenitude ou maturidade (aguyje) cada vez mais intensa.
Exemplo de frase com aguyjevete:
| “ | Aguyjevete Ñaderu Papa Tenondéme guarã. Agradeço ao Deus Guarani quem me possibilitou tesãi, mbarete ha py'aguasu (saúde, força e coragem) para realizar este trabalho. | ” |

## Etimologia
O termo se origina do verbo intransitivo aguyje, que significa "ser transformado, sublimado" ou "estar maduro", "amadurecer". O termo é formado pelo verbo mais os morfemas ve, um quantificador ou intensificador, e te, variante de tema, uma partícula de aspecto indicando ação contínua ou presente.
Assim, a tradução literal da saudação pode ser "que se transforme, que se renove".

## Pronúncia
A pronúncia da palavra pode ser aproximada por a-guã-dje-vê-te, com tônica em ⟨ve⟩. O ⟨y⟩ em guarani é a vogal [ɨ], a vogal central fechada não-arredondada, que não possui correspondente em português.
A transcrição fonética do termo, no Alfabeto Fonético Internacional, é [a.gʷɨ.dʒɛ.ˈβɛ.tɛ].